# Dettelbach (Main, Grettstadt)
Der Dettelbach ist ein gut zwei Kilometer langer linker Zufluss des Mains im unterfränkischen Landkreis Schweinfurt.
Rund 50 Flusskilometer weiter unten am Main gibt es einen deutlich größeren linken Zufluss Dettelbach bei Dettelbach.

## Geografie

### Verlauf
Der Dettelbach entspringt im Iphofen-Gerolzhofener Steigerwaldvorland auf einer Höhe von 249 m ü. NN einer intermittierenden  Quelle in einem Feld knapp zwei Kilometer südwestlich des zur Gemeinde Grettstadt gehörenden Ortsteils Untereuerheim, jedoch innerhalb der Gemarkung des zu Gochsheim gehörenden Dorfes Weyer. Etwa 300 m südwestlich entspringt der zum System des Unkenbaches gehörende Gundelsbach.
Der Dettelbach fließt zunächst etwa 200 Meter in südöstlicher Richtung durch eine landwirtschaftliche geprägte Zone und dann ostnordostwärts etwa 100 Meter am Nordrand eines Laubwaldes entlang. Er passiert dann die Gemeindegrenze nach Grettstadt und fließt danach durch die Felder der Fluren Obere- und Untere Dietbachwiese, begleitet von zunächst nur spärlichem Gehölz.
Er wechselt nun nach Nordnordosten und läuft, nunmehr von dichtem Gehölz umgeben, durch die Feldflur Klingeleins Aecker, unterquert dann noch die von Gochsheim nach Untereuerheim führende St 2277 und gleich darauf die E 48, zieht danach weiterhin gesäumt von dichtem Bewuchs nordwärts durch Felder und Wiesen und mündet schließlich gut 300 m südlich der auf der anderen Mainseite liegenden Gemeinde Gädheim auf einer Höhe von 210 m ü. NN in der Flur Band-Wehr unter der Gaens-Leithen bei Mainkilometer 342,4 von links und Süden in den Main.